# 1ª Divisão 2008-2009 (hockey su pista)
La 1ª Divisão 2008-2009 è stata la 69ª edizione del torneo di primo livello del campionato portoghese di hockey su pista; disputato tra il 4 ottobre 2008 e il 6 giugno 2009 si è concluso con la vittoria del Porto, al suo diciottesimo titolo.

## Stagione

### Formula
La 1ª Divisão 2009-2008 vide ai nastri di partenza quattordici club; la manifestazione fu organizzata con un girone all'italiana, con gare di andata e ritorno per un totale di 26 giornate: erano assegnati tre punti per l'incontro vinto e due punti a testa per l'incontro pareggiato, mentre non ne era attribuito uno solo per la sconfitta. Al termine della stagione regolare furono disputati i play-off tra le prime otto squadre classificate; la vincitrice venne proclamata campione del Portogallo. Le squadre classificate dal dodicesimo al quattordicesimo posto retrocedettero direttamente in 2ª Divisão, il secondo livello del campionato.

## Classifica finale stagione regolare
|  | Pos. | Squadra          | Pt | G  | V  | N  | P  | GF  | GS  | DR  |
|  | ---- | ---------------- | -- | -- | -- | -- | -- | --- | --- | --- |
|  | 1.   | Porto            | 64 | 26 | 20 | 4  | 2  | 143 | 55  | +88 |
|  | 2.   | Oliveirense      | 57 | 26 | 17 | 6  | 3  | 81  | 50  | +31 |
|  | 3.   | Juventude Viana  | 56 | 26 | 17 | 5  | 4  | 122 | 66  | +56 |
|  | 4.   | Benfica          | 54 | 26 | 17 | 3  | 6  | 102 | 51  | +51 |
|  | 5.   | Candelária       | 38 | 26 | 12 | 2  | 12 | 69  | 61  | +8  |
|  | 6.   | Oeiras           | 37 | 26 | 11 | 4  | 11 | 71  | 74  | -3  |
|  | 7.   | Braga            | 36 | 26 | 8  | 12 | 6  | 68  | 68  | 0   |
|  | 8.   | Portosantese     | 34 | 26 | 8  | 10 | 8  | 59  | 64  | -5  |
|  | 9.   | Barcelos         | 32 | 26 | 9  | 5  | 12 | 53  | 72  | -19 |
|  | 10.  | Gulpilhares      | 29 | 26 | 8  | 5  | 13 | 58  | 72  | -14 |
|  | 11.  | Nortecoope       | 27 | 26 | 6  | 9  | 11 | 72  | 94  | -22 |
|  | 12.  | Valongo          | 23 | 26 | 7  | 2  | 17 | 77  | 108 | -31 |
|  | 13.  | Académico Cambra | 16 | 26 | 4  | 4  | 16 | 42  | 86  | -44 |
|  | 14.  | Carvalhos        | 6  | 26 | 1  | 3  | 22 | 50  | 146 | -96 |

Legenda:
  Vincitore della Coppa del Portogallo 2008-2009.
  Partecipa ai play-off.
      Campione del Portogallo e ammessa all'Eurolega 2009-2010.
      Ammesse all'Eurolega 2009-2010.
      Ammesse alla Coppa CERS 2009-2010.
      Retrocesse in 2ª Divisão 2009-2010.
Note:
Tre punti a vittoria, uno a pareggio, zero a sconfitta.

## Play-off
|  | Quarti di finale | Quarti di finale | Quarti di finale | Quarti di finale | Quarti di finale |  |  | Semifinali | Semifinali      | Semifinali      | Semifinali      | Semifinali |      |   | Finale | Finale | Finale | Finale | Finale |  |
|  |                  |                  |                  |                  |                  |  |  |            |                 |                 |                 |            |      |   |        |        |        |        |        |  |
|  | 1                | Porto            | Porto            | 5                | 6                |  |  |            |                 |                 |                 |            |      |   |        |        |        |        |        |  |
|  | 8                | Portosantese     | Portosantese     | 2                | 3                |  |  | 1          | Porto           | Porto           | 1               | 4          |      |   |        |        |        |        |        |  |
|  | 4                | Benfica          | Benfica          | 7                | 1                |  |  | 4          | Benfica         | Benfica         | 0               | 3          |      |   |        |        |        |        |        |  |
|  | 5                | Candelária       | Candelária       | 0                | 1                |  |  |            |                 |                 |                 |            |      |   | 1      | Porto  | 5      | 4(0)   | 4      |  |
|  | 2                | Oliveirense      | Oliveirense      | 3                | 4                |  |  |            |                 | 3               | Juventude Viana | 2          | 4(1) | 3 |        |        |        |        |        |  |
|  | 7                | Braga            | Braga            | 1                | 1                |  |  | 2          | Oliveirense     | Oliveirense     | 4               | 2          |      |   |        |        |        |        |        |  |
|  | 3                | Juventude Viana  | 2                | 9                | 3                |  |  | 3          | Juventude Viana | Juventude Viana | 5               | 6          |      |   |        |        |        |        |        |  |
|  | 6                | Oeiras           | 3                | 5                | 1                |  |  |            |                 |                 |                 |            |      |   |        |        |        |        |        |  |